# Автомагістраль А81 (Франція)
Автомагістраль A81 — автострада на північному заході Франції. Це перша частина довгострокового проекту з модернізації дорожнього сполучення між Ле-Маном і Брестом до стандарту автостради. До 1982 року автомагістраль мала назву F11. A81 є частиною європейського маршруту E50, що сполучає Брест і Махачкалу в Росії.
Розділ завершено:
- Ле-Ман - Ла-Гравель (керується Cofiroute) (94,8 км (58,9 миля))

Ще не оновлені розділи:
- N157: Ла Гравель - Ренн (40,9 км (25,4 миля))
- N12: Ренн - Брест (228,0 км (141,7 миля))